# 森特勒爾維爾 (康乃狄克州)
森特勒爾村（英語：Central Village）是位於美國康乃狄克州溫德姆縣的一個村落。該地的面積和人口皆未知。

## 地理
森特勒爾村的座標為41°43′06″N 71°54′21″W / 41.71833°N 71.90583°W，而該地的平均海拔高度為55米（即180英尺）。